# Aubure
Aubure (Duits: Altweier) is een gemeente in het Franse departement Haut-Rhin (regio Grand Est) en telt 400 inwoners (1999). De plaats maakt deel uit van het arrondissement Colmar-Ribeauvillé.

## Geografie
De oppervlakte van Aubure bedraagt 4,9 km², de bevolkingsdichtheid is 81,6 inwoners per km².
De onderstaande kaart toont de ligging van Aubure met de belangrijkste infrastructuur en aangrenzende gemeenten.

## Demografie
Onderstaande figuur toont het verloop van het inwonertal (bron: INSEE-tellingen).